# جاكلين بيكر
جاكلين بيكر (بالإنجليزية: Jacqueline Baker)‏ (1967، ساسكاتشوان في كندا)؛ روائية كندية.